# 絕對武力Online 2
《絕對武力Online 2》，縮寫：CSO2，是一款使用Source引擎的線上第一人稱射擊遊戲，是《絕對武力Online》的續作。目前該遊戲的所有官方伺服器均已關閉，但是有玩家架設私人伺服器以供游玩。其采用GoldSrc引擎的前作《絕對武力Online》仍在營運。

## 伺服器訊息(依照代理時間)
| 国家／地区  | 官方译名 | 代理商   | 时间                         |
| ----------- | -------- | -------- | ---------------------------- |
|             |          | NEXON    | 2013年11月28日~2018年4月26日 |
| 中国大陆    |          | 世纪天成 | 2015年4月22日~2018年5月18日  |
| 臺灣／ 香港 |          | 遊戲橘子 | 2016年2月18日~2018年5月2日   |
| 日本        |          | NEXON    | 2017年7月12日~2018年2月28日  |

## 遊戲內容

### 遊戲模式
常態性遊戲模式
| 模式名稱 | 簡介                                                                                         | 備註                                                                             |
| -------- | -------------------------------------------------------------------------------------------- | -------------------------------------------------------------------------------- |
|          | 可無限次復活，先達成目標分數的隊伍獲勝。                                                     |                                                                                  |
|          | 可無限次復活，先達成目標分數的玩家獲勝。                                                     |                                                                                  |
|          | 達成固定的擊殺分數後依據不同等級給予不同武器，最先有玩家以手榴彈擊殺敵對玩家的一方隊伍獲勝。 |                                                                                  |
|          | 可再分為爆破、人質、殲滅，有著不同的勝利條件。                                               |                                                                                  |
|          |                                                                                              |                                                                                  |
|          |                                                                                              |                                                                                  |
|          |                                                                                              |                                                                                  |
|          | 殭屍模式。                                                                                   |                                                                                  |
|          |                                                                                              |                                                                                  |
|          | 部分玩家變身為地圖物品，其餘人類玩家目標為找出所有變身為物品的玩家。                         |                                                                                  |
|          |                                                                                              |                                                                                  |
|          |                                                                                              |                                                                                  |
|          |                                                                                              |                                                                                  |
|          |                                                                                              |                                                                                  |
|          |                                                                                              |                                                                                  |
|          |                                                                                              |                                                                                  |
|          | 可獲得「變異」版本的殭屍模式。                                                               |                                                                                  |
|          |                                                                                              |                                                                                  |
|          |                                                                                              | （韓國和中國大陸運營團隊在更新引擎後，因沒有為其更新相關內容導致該模式無法遊玩） |
|          |                                                                                              | （韓國和中國大陸運營團隊在更新引擎後，因沒有為其更新相關內容導致該模式無法遊玩） |
|          |                                                                                              |                                                                                  |
|          |                                                                                              |                                                                                  |
|          |                                                                                              |                                                                                  |
|          | 休閒模式，內有多項趣味小遊戲，並無獲勝壓力，可供玩家交流、掛機。                             |                                                                                  |
|          |                                                                                              |                                                                                  |
|          |                                                                                              |                                                                                  |
|          |                                                                                              |                                                                                  |
|          | 超大型城市地圖，內有多項任務，並可駕駛交通工具。                                             |                                                                                  |

- 軍階戰遊戲模式玩法：玩家可利用自動匹配選擇適當的遊戲模式來進行與其他玩家對戰並且累計積分，此時系統也會在每期的軍階戰結束時派獎給予玩家遊戲獎勵

- 遊戲模式玩法：配合不同節日，開發團隊會推出不同的限時模式。這些模式只會開放一段短時間，活動時間過去便會關閉。遊戲月模式如下：

限時活動遊戲模式
- 模式

### 遊戲特色系統
| 遊戲特色系統名稱 | 說明 | 備註                                          |
| ---------------- | --- | --------------------------------------------- |
| 自動匹配         | 可讓玩家使用快速開始遊戲的功能選擇特定模式(團隊死鬥模式)隨機尋找玩家對戰                                                                                  |                                               |
| 直播             | 可讓玩家觀看目前進行中之自動配對的經典模式對戰狀況 |                                               |
| 劇情             | 可讓玩家了解遊戲的操作及玩法 |                                               |
| 武器箱           | 可讓玩家於商城購買武器箱並且可以從武器箱隨機扭出各種不同的道具                                                                                            |                                               |
| 解鎖武器         | 可讓玩家獲得更多的新武器（類似購買武器） |                                               |
| 合成             | 1.可讓玩家使用多餘的槍枝進行合成，合成後可獲得不同的槍枝，但是必須透過解鎖武器系統解鎖對應的武器才可使用合成的武器 2.合成槍枝等級可分為S、A、B、C四種等級 |                                               |
| 分解武器         | 分解武器系統可讓玩家把多餘的武器進行分解，玩家可於分解武器後獲得合成武器的道具                                                                            | 屬於合成系統之一                              |
| 特權             | 可以讓玩家享受更多不同的遊戲特色系統優惠 (如合成槍枝、解鎖槍枝節省免費遊戲幣費用)                                                                         |                                               |
| 黑市商城         | 黑市系統會隨機出現稀有道具，並且可讓玩家使用黑市商城系統購買遊戲道具                                                                                      | 1.此為限時性隨機開啟的系統 2.屬於商城系統之一 |
| 榮譽殿堂         | 待解說 |                                               |
| 好友組隊         | 讓玩家使用好友列表來邀請等待中（非進行遊戲中）的好友進行組隊一起參加遊戲局                                                                                | 屬於自動匹配系統之一                          |

### 等級區別
- 如其他線上遊戲一樣，絕對武力Online 2中也有透過比賽來獲取經驗值提升等級的設計，實際上不代表玩家的技術水準。然而到達一定的等級數系統就會派發道具給予玩家作為獎勵。

## 測試及發行

### 測試
- 2012年8月2日，韓國NEXON首次展開CSO2的内部測試[1]。

- 2013年8月7日，中華人民共和國文化部通過《反恐精英Online 2》的遊戲產品審查。

- 2013年8月30日，中國大陸世紀天成网站出现疑似《反恐精英Online 2》的宣传画。

- 2014年4月6日，台灣遊戲橘子宣布進行封閉測試。

- 2014年4月10日，4月13日，台灣遊戲橘子進行首次刪檔先鋒封閉測試。
- 2014年4月13日，台灣遊戲橘子結束封閉測試。

- 2015年2月5日，2月9日，中國大陸世紀天成进行首次内部測試[2]。

- 2015年3月25日，中國大陸世紀天成开启二次不刪檔内部測試。

- 2016年1月20日，1月21日，台灣遊戲橘子進行第二次刪檔先鋒封閉測試。
- 2016年1月28日，2月3日，台灣遊戲橘子進行第三次不刪檔菁英封閉測試。

### 發行
- 2012年4月5日，韓國NEXON公司宣布將與美國Valve公司再度合作，共同開發CSO的續作CSO2。不久，NEXON取得CSO2在韓國、日本、中國大陆、台灣以及東南亞等國家和地区的發行權[3]。
- 2012年7月15日，韓國NEXON首次公開CSO2，強調恢復原創性。

- 2012年11月5日，台灣遊戲橘子宣布與韓國NEXON簽訂合約取得CSO2代理權，當初預計2013年發行台港版本[4]，但由於遲遲未發佈而引起了玩家的憤慨。

- 2013年7月26日，韓國NEXON宣佈8月1日正式公開測試，但因某些原因改為2013年8月7日，並發佈「Big City」（大城市）地圖的宣傳影片。

- 2013年9月5日，中國大陸世紀天成正式宣布代理《反恐精英Online 2》。

- 2013年11月28日，韓國NEXON宣布正式營運《絕對武力Online 2》[5]。

- 2015年4月22日，中國大陸世紀天成《反恐精英Online 2》正式公開測試[6]。

- 2016年2月18日，台灣遊戲橘子《絕對武力Online 2》正式公開測試[7]，並由美國遊戲實況主angrypug代言。

- 2017年3月下旬，香港遊戲橘子《絕對武力online 2》因不明原因突然宣佈關閉伺服器，玩家獲安排至台灣遊戲橘子《絕對武力online 2》繼續遊玩

- 2017年6月，日本NEXON正式宣布代理《(CSO2)カウンターストライクオンライン2》

- 2017年7月12日，日本NEXON《(CSO2)カウンターストライクオンライン2》正式公開測試

- 2018年1月24日，日本NEXON官方宣布《(CSO2)カウンターストライクオンライン2》將於2018年2月28日結束營運。

- 2018年2月22日，韓國NEXON官方和台灣遊戲橘子官方相繼宣布《絕對武力Online 2》將會在4月26日(韓國)與5月2日(台灣)結束營運。

- 2018年3月16日，中國大陸世紀天成宣布《反恐精英Online 2》將在5月18日結束營運。[8]

## 官方軼事
- 2016年10月，台灣遊戲橘子《絕對武力Online 2》在台灣北部及南部舉辦現場電競比賽。

- 2016年12月，台灣遊戲橘子《絕對武力Online 2》首度與台灣中華電信105年資訊展進行月合作，並且讓玩家親身體驗以HiNet光世代1G極速飆網進行《絕對武力Online 2》的快感，同時也可以領取到參與活動的獎勵。

## 相關事件

### 獎勵虛擬貨幣
- 2015年4月13日，世紀天成在其官網公開舉辦一項針對「某遊戲」的競猜活動，玩家需猜測該遊戲何時抄襲了他們的捉迷藏模式。若有人能正確猜中日期，將可獲得188元人民幣作爲獎勵。到了4月20日，由騰訊代理的《戰地之王》宣布將推出捉迷藏模式，並於4月27日正式上線[9]。因此，世紀天成向所有在4月20日前成功預測結果的玩家發放了價值188元人民幣的遊戲點數作爲回饋[10]；然而這一做法未能讓玩家滿意，原因是他們最初被承諾會收到現金而非虛擬貨幣。

### 視聽品質降低
- 2015年9月23日，在當天計劃進行更新和维護工作時，世紀天成宣布延後至下午四點開放服務器。新版本客户端大小從3.2GB削減至2.5GB，畫面質量明顯下降。[11]。

- 2015年10月14日，世紀天成在當天更新的和维护对游戏音效进行了“優化”——降低了畫面和音頻質量。因爲既沒有徵求玩家意見，也沒有解釋原因，所以引起了很多玩家的不滿。[12]。

- 2015年11月4日，在萬聖節版本中，世紀天成再度下調了畫質和音質[13]。

## 外部連結
- 韓國CSO2官方網站 （页面存档备份，存于）
- 中國大陸CSO2官方網站／新浪微博 （页面存档备份，存于）（简体中文）
- 台灣CSO2官方網站／FB專頁 （页面存档备份，存于）（繁體中文）
- 香港CSO2官方網站／FB專頁 （页面存档备份，存于）（繁體中文）

- 日本CSO2官方網站 （页面存档备份，存于）（日語）